# 阿拉善王府 (北京)
阿拉善王府，历史上先后俗称罗王府、塔王府、达王府，位于北京市西城区什刹海后海南岸迤西的毡子房胡同（今毡子胡同），是清朝及中华民国大陆时期的阿拉善亲王（西套蒙古，今属内蒙古自治区阿拉善盟）在北京的府邸。

## 历史
阿拉善王府紧邻恭王府东墙，中间有夹道相隔。第三代阿拉善亲王罗卜藏多尔吉在新疆、西藏、青海平叛有功。阿拉善左旗档案馆藏有11件“清朝册封圣旨”，其中1件圣旨乃清朝乾隆四十七年（1782年）乾隆帝册封阿拉善和硕特旗第三代王爷罗卜藏多尔吉为世袭亲王，并准其在北京建王府。故北京的阿拉善王府应建于乾隆晚期。
除了上述圣旨支持的乾隆说之外，对北京阿拉善王府的起源还有其他两种观点。一是康熙说，刘毅政在其所辑的《阿拉善旗历代札萨克王事略概要》中称，“清康熙四十三年（1704年）清圣祖为嘉奖阿拉善第二代札萨克多罗郡王阿宝征战有功，拨银5000两，赏赐修建府第，地址在北京地安门外三座桥府夹道一号（恭王府的东边）。”二是道咸说，冯其利在其所著《清朝王公府第（一）》文中称：“额附阿宝在京师赐第的地址不详……赐第不会在现今的毡子房胡同。”他认为，阿拉善王府西侧紧邻恭亲王府，其前身为庆亲王府，再之前是和绅的住宅。和绅家产遭到籍没后，其住宅被纵向分为两半，西半部为庆亲王府，东半部为和孝公主府，所以“阿拉善亲王住进毡子房胡同，应是道光、咸丰年间以后的事情。 ”
由于罗卜藏多尔吉是阿拉善王爷系统中首位被封为亲王者（此前两代为郡王），名声显赫，故该府常被称为“罗王府”。后来，中华民国时期的阿拉善亲王塔旺布理甲拉、达理札雅长期居住该府，故该府当时又分别俗称为“塔王府”、“达王府”。
1950年代，阿拉善王府被改成宿舍，此后一些建筑被陆续拆除，但整体格局依然基本完好。现为北京市公安局宿舍。2004年2月27日，北京市文物局副局长孔繁峙陪同北京市政协部分委员自毡子房胡同的阿拉善王府开始视察什刹海地区及北京中轴线控制情况。2004年2月，阿拉善王府后裔中唯一健在的长辈、老格格塔祉华在侄女达昭的陪同下，应西城区文化工作委员会的马毅的邀请，两次赴该王府，查看建筑现状，回忆历史原貌，并绘制了该王府的平面图。

## 建筑
该王府坐北朝南，位于恭王府东侧，两座王府东西并列，原两王府府墙间有一条夹道。如今阿拉善王府府墙已拆除，夹道不复存在。该王府内建筑分为东、西两路。东路正殿五间，歇山筒瓦，殿后有十字廊，四周为回廊，廊柱间雀替较小，有蒙古包色彩。西路为住宅，今存三合院，有正房五间，东西厢房各三间，住宅后部还有花园。北部为家庙，大殿为硬山调大脊筒瓦顶。
根据2004年的查看，阿拉善王府沿中轴线分为西院、东院。东院内有西式小楼。西院内原有佛楼，已拆除。该王府还有后花园。府门已被拆除。